# Killian Sanson
Killian Sanson (Saint-Doulchard, Cher, 7 de junio de 1997) es un futbolista francés. Juega en la posición de centrocampista y desde 2025 milita en el F. C. Chauray del Championnat National 2 de Francia. Su hermano mayor, Morgan, también es futbolista.

## Trayectoria
Sanson se formó en la cantera del Le Mans F. C., pero en 2013 decidió unirse a la plantilla del Évian Thonon Gaillard. Jugó un partido con el club recién dos años después, en la derrota por 2:0 contra el Stade Brestois 29, donde entró al campo de juego al minuto 64 en lugar de Olivier Sorlin. Sanson disputó cuatro partidos por la Ligue 2 con el Évian. En julio de 2016 fue fichado por el Montpellier H. S. C. En noviembre de 2017 extendió su contrato con el club, aunque no se informó por cuántas temporadas lo hizo.

## Estadísticas
| Club                             | Temporada           | Liga | Liga | Copas nacionales * | Copas nacionales * | Copas internacionales | Copas internacionales | Total | Total |
| Club                             | Temporada           | PJ   | G    | PJ                 | G                  | PJ                    | G                     | PJ    | G     |
| -------------------------------- | ------------------- | ---- | ---- | ------------------ | ------------------ | --------------------- | --------------------- | ----- | ----- |
| Évian Thonon Gaillard Francia    | 2015-16             | 4    | 0    | 2                  | 0                  | -                     | -                     | 6     | 0     |
| Évian Thonon Gaillard Francia    | Total               | 4    | 0    | 2                  | 0                  | 0                     | 0                     | 6     | 0     |
| Montpellier H. S. C. "B" Francia | 2016-17             | 18   | 4    | 0                  | 0                  | -                     | -                     | 18    | 4     |
| Montpellier H. S. C. "B" Francia | Total               | 18   | 4    | 0                  | 0                  | 0                     | 0                     | 18    | 4     |
| Montpellier H. S. C. Francia     | 2016-17             | 1    | 0    | 0                  | 0                  | -                     | -                     | 1     | 0     |
| Montpellier H. S. C. Francia     | 2017-18             | 0    | 0    | 0                  | 0                  | -                     | -                     | 0     | 0     |
| Montpellier H. S. C. Francia     | Total               | 1    | 0    | 0                  | 0                  | 0                     | 0                     | 1     | 0     |
| Total en su carrera              | Total en su carrera | 23   | 4    | 2                  | 0                  | 0                     | 0                     | 25    | 4     |

- (*) Copa de la Liga de Francia y Copa de Francia.